# Thomas Carmoy
Thomas Carmoy (Charleroi, 16 febbraio 2000) è un altista belga, medaglia di bronzo agli Europei indoor di Toruń 2021.

## Biografia
Ha rappresentato il Belgio ai Giochi mondiali militari di Wuhan 2019, dove ha vinto la medaglia di bronzo nel salto in alto, concludendo alle spalle del russo Il'ja Ivanjuk e del siriano Majd Eddin Ghazal.
Agli europei indoor di Toruń 2021 si è aggiudicato il bronzo nel salto in alto, dietro al bielorusso Maksim Nedasekaŭ e all'italiano Gianmarco Tamberi.

## Palmarès
| Anno | Manifestazione           | Sede      | Evento        | Risultato | Prestazione | Note                                     |
| ---- | ------------------------ | --------- | ------------- | --------- | ----------- | ---------------------------------------- |
| 2018 | Mondiali U20             | Tampere   | Salto in alto | 8º        | 2,19 m      |                                          |
| 2019 | Europei U20              | Borås     | Salto in alto | Oro       | 2,22 m      |                                          |
| 2019 | Giochi mondiali militari | Wuhan     | Salto in alto | Bronzo    | 2,15 m      |                                          |
| 2021 | Europei indoor           | Toruń     | Salto in alto | Bronzo    | 2,26 m      |                                          |
| 2021 | Europei U23              | Tallinn   | Salto in alto | 9º        | 2,10 m      |                                          |
| 2022 | Mondiali indoor          | Belgrado  | Salto in alto | 6º        | 2,28 m      | Miglior prestazione personale            |
| 2022 | Mondiali                 | Eugene    | Salto in alto | 17º (q)   | 2,25 m      |                                          |
| 2022 | Europei                  | Monaco    | Salto in alto | 5º        | 2,23 m      |                                          |
| 2023 | Europei indoor           | Istanbul  | Salto in alto | Bronzo    | 2,29 m      | Miglior prestazione personale            |
| 2023 | Giochi europei           | Chorzów   | Salto in alto | Argento   | 2,29 m      | [ 1 ]                                    |
| 2023 | Mondiali                 | Budapest  | Salto in alto | 15° (q)   | 2,25 m      |                                          |
| 2024 | Mondiali indoor          | Glasgow   | Salto in alto | 11º       | 2,15 m      |                                          |
| 2024 | Europei                  | Roma      | Salto in alto | 4º        | 2,26 m      | Miglior prestazione personale stagionale |
| 2024 | Giochi olimpici          | Parigi    | Salto in alto | 19º (q)   | 2,20 m      |                                          |
| 2025 | Europei indoor           | Apeldoorn | Salto in alto | 12º (q)   | 2,18 m      |                                          |

## Campionati nazionali
- 2 volte campione nazionale assoluto del salto in alto (2019, 2020)
- 4 volte campione nazionale assoluto indoor del salto in alto (2018, 2019, 2020, 2021)

## Altre competizioni internazionali
2023
- Argento ai Campionati europei a squadre di atletica leggera ( Chorzów), salto in alto - 2,29 m =
- Argento al Bauhaus-Galan ( Stoccolma), salto in alto - 2,20 m
- Bronzo ai London Anniversary Games ( Londra), salto in alto - 2,27 m